# ارمینیو اسپالا
ارمینیو اسپالا (ایتالیایی: Erminio Spalla؛ ‏ ۷ ژوئیهٔ ۱۸۹۷ – ۱۴ اوت ۱۹۷۱) یک هنرپیشه، و بوکسور اهل ایتالیا بود.
از فیلم‌هایی که وی در آن نقش داشته‌است، می‌توان به خشم آشیل، نفی بلد، معجزه در میلان، هارلم و شش همسر باربابلو اشاره کرد.